# Tony Cetinski
Tony Cetinski né le 31 mai 1969 à Pula (Croatie) est un musicien croate.

## Biographie
Né dans une famille de musiciens à Pula, Cetinski a commencé à chanter à l'âge de 15 ans avec divers groupes locaux. Il a déménagé de Rovinj à Zagreb en 1991 pour commencer sa carrière et est rapidement devenu l'une des stars de la pop populaire en Croatie. En 1994, il a représenté la Croatie au Concours Eurovision de la chanson avec la chanson "Nek 'ti bude ljubav sva". 
Lors du 10e festival de la radio croate en 2006, Cetinski a remporté les trois prix dans la catégorie pop-rock : HRF - Grand Prix Pop-Rock, Prix de l'auditeur et Prix des éditeurs de musique. Il a également enregistré la chanson "Lagala nas mala" en duo avec Toše Proeski. Cette chanson figure sur les deux albums de Toše Proeski 2005 et sur l'édition croate "Pratim te". 
En 2009, Cetinski a remporté le prix Porin du meilleur spectacle vocal masculin avec sa chanson "Ako to se zove ljubav". Cetinski a rempli l'Arena Zagreb la même année avec plus de 30 000 personnes.

## Discographie
- "Samo srce ne laže" (1990)
- "Ljubomora I"  (1992)
- "Ljubomora II" (1993)
- "Ljubav i bol" (1995)
- "Prah i pepeo" (1996)
- "A1"           (1998)
- "Triptonyc"    (2000)
- "A sada..."    (2003)
- "Budi uz mene" (2005)
- "Ako to se zove ljubav" (2008)
- "Da Capo" (2010)
- "Best of Tony Cetinski" (2011)
- "Opet si pobijedila" (2012)
- "Kao U Snu" (2018)